# صفة الظاهري (الرضمة)

تعديل مصدري - تعديل

صفة الظاهري محلة تابعة لقرية الكتبة، التابعة لعزلة بني قيس بمديرية الرضمة إحدى مديريات محافظة إب في الجمهورية اليمنية.، بلغ تعداد سكانها 115 حسب تعداد اليمن لعام 2004.